# Vision (мініальбом)
Vision — перший мініальбом шведського панк-рок гурту No Fun at All, виданий 7 липня 1993 року. Стиль альбому більш хардкоровий ніж No Straight Angles та інші релізи. Було продано понад 25 000 копій.

## Список пісень
- Всі пісні написані Мікаельом Даніельссоном.

1. «Where's the Truth?» — 2:11
2. «Vision» — 1:55
3. «It's All Up to You» — 2:00
4. «I Won't Believe in You» — 2:05
5. «Funny?» — 1:38
6. «Suffer Inside» — 2:07
7. «Sidewalk» — 2:09
8. «I Won't Come Back» — 1:42
9. «What You Say» — 1:19

Повільне виконання року в останньому треку: «What You Say», схоже на прихований трек у No Straight Angles.

## Персонал
- Джиммі 'Jimpa' Олсен — вокал, ударні
- Мікаель 'Micke' Даніельссон — гітара, бек-вокал
- Генрік 'Henka' Санвіссон — бас-гітара, бек-вокал